# Colonomyia rakelae
Colonomyia rakelae är en tvåvingeart som beskrevs av Heikki Hippa och Jaschhof 2004. Colonomyia rakelae ingår i släktet Colonomyia och familjen Rangomaramidae. Inga underarter finns listade i Catalogue of Life.